# Kirsten Lauritzen
Kirsten Lauritzen (født K. Hartvig-Møller, 15. juni 1902 på Frederiksberg, død 7. februar 1980 i Storedam, Karlebo Sogn) var en dansk redaktør, filantrop, kvindesagsforkæmper og legatstifter.
Lauritzen var datter af rektor Hans Hartvig-Møller (en) (1873-1953) og Karen Sophie Steenstrup (1872-1956) og voksede op i et hjem, hvor det at engagere sig i samfundet var naturligt. Det fulgte hende gennem livet, og det blev særligt vilkår for fattige, forfulgte og retsløse, der optog hende. Hun blev den første pigespejder i Danmark efter at faderen i 1910 havde grundlagt Det Danske Spejderkorps. Hun sad 1941-1947 og 1950-1952 i Det Danske Pigespejderkorps’ korpsråd.
I 1922 blev hun student fra Gammel Hellerup Gymnasium, hvor faderen var rektor, som den eneste pige på skolen. Hun giftede sig fem år senere med sin gymnasiekammerat, skibsreder Knud Lauritzen, (1904-1978) med hvem hun fik børnene Grete (1930), Ole (1933), Lise (1936), Marianne (1939), Karen (1942) og Jan (1943). Parret blev skilt i 1963. 
Under krigen var Kirsten Lauritzen aktiv i Danske Kvinders Samfundstjeneste, der var en hjælpeorganisation under Danske Kvinders Nationalråd, blandt andet som formand for organisationen i København og medlem af forretningsudvalget. Under Vinterkrigen 1939-1940 stod hun i spidsen for tøjindsamling til finske børn og havde selv fire finske børn boende i to år. Efter Befrielsen tog hun initiativ til indsamling af midler til tyske flygtningebørn, som hun ikke fandt, at samfundet behandlede tilfredsstillende.
Hun blev i 1944 medlem af forretningsudvalget i den nystiftede organisation Folkevirke og sad her frem til 1959. I perioden 1951-1960 var hun tillige redaktør af Folkevirkes blad. 
Kirsten Lauritzen var allerede i krigsårene optaget af ældres vilkår, og da hun arvede terrænsportområdet Storedam i Tokkekøb Hegn (en), byggede hun ældre- og ferieboliger samt kursuslokaler her. Fra 1963 arrangerede hun højskoleophold for ældre på Mallorca, men flyttede i 1965 højskoleaktiviteterne til Storedam. Stedet blev desuden stillet gratis til rådighed for spejderne, ligesom det husede ungarske flygtninge efter opstanden i 1956 og for flygtningebørn efter Vietnamkrigens ophør i 1975.
Kort før sin død grundlagde hun Hartvig-Møller Fonden, der har som formål at videreføre hendes arbejde og idéer. Seniorhøjskolen Storedam eksisterer således fortsat. Hun modtog i 1972 Den Kongelige Belønningsmedalje i guld.
Kirsten Lauritzen er begravet på Hellerup Kirkegård.